# クリストファー・レイモンド・ペリー
クリストファー・レイモンド・ペリー（Christopher Raymond Perry、1761年12月4日 - 1818年6月1日）は、アメリカ海軍の将校。オリバー・ハザード・ペリー、マシュー・ペリーの父。

## 経歴

### 生い立ち
ニューポートでフリーマン・ペリーと妻のマーシー・ハザードの息子として生まれた。  父フリーマンは内科医、外科医であった。1780年、ワシントン郡のロードアイランド州民事訴訟裁判所首席裁判官に任命され、1791年まで務めた。
曽祖父エドワード・ペリーはイングランド・デヴォン出身で妻メアリー・フリーマンと1650年頃にセイラムに移住した。
母方の家系を通じ、リチャード・レイモンド（1602年 - 1692年）とその妻ジュリア（ジュディスとも）の第7世の子孫にあたる。レイモンドは1602年にイングランド・エセックス郡で生まれたと思われ、1629年頃にセイラムにフランシス・ヒギンソンらと到着した。セイラムの最初の教会の30人の創立メンバーとして、1629年8月6日付のリストに名前が記載されている。 後にノリッチ (コネチカット州)の創設者、"honored fore-father of Saybrook"となった。
母はまたプリマス知事などを務めたトーマス・プレンスの子孫で、メイフラワー号の乗員、つまりメイフラワー誓約の署名者、ウィリアム・ブリュースター (ピルグリム・ファーザーズ )の子孫にあたる。また、祖母スザンナ・バーバー・ペリー（1697年 - 1755年）を通じ、同じくメイフラワー号のジョージ・スーレ (メイフラワー号)の子孫でもある。

### 結婚と家族
1784年8月2日にサウスキングスタウンでサラ・ウォレス・アレクサンダーと結婚した。彼女はアイルランドのカウンティ・ダウンで1768年に生まれ、コネチカット州ニューロンドンで1830年12月4日に死亡した。彼女はスコットランド独立戦争の英雄ウィリアム・ウォレスの子孫であった。:542人の5人の息子は、すべての海軍将校となった。3人の娘のうち、ジェーン・イーディー・ペリーはウィリアム・バトラー (1790-1850)と、 アンナ・マリー・ペリーはジョージ・ワシントン・ロジャースと結婚した。:66 サラ・ウォレス・ペリーは未婚であった。:66

### 経歴
アメリカ合衆国の独立の際に民兵に入隊し、私掠船の乗組員になった。二度捕虜になり、アイルランドに収監されている時、妻となる女性に会った。1799年、彼は米海軍大尉に任命された。フリゲート艦USS General Greene (1799)に乗り、この船で息子オリバーは士官候補生を務めた。フランスとの擬似戦争で活躍し、 1801年4月3日の平和樹立法によって海軍から引退した。
ロードアイランド州ニューポートアイランド墓地にあるベルモント・ペリー墓地に埋葬された。

## 子孫
著名な子孫として、次のような人物が挙げられる。:
- オリバー・ハザード・ペリー -  エリー湖の湖上戦の英雄。
- マシュー・ペリー -  黒船艦隊（東インド艦隊）長官。日本を開国させた。
- マシュー・カルブレイス・バトラー（英語版） - [7] 陸軍少将、上院議員。
- クリストファー・レイモンド・ペリー・ロジャース（英語版） -  太平洋艦隊最高司令官。
- トーマス・S ・ロジャース（英語版） -  海軍少将。
- レイモンド・ペリー・ロジャース（英語版） -  海軍少将。
- カルブレイス・ロジャース -  初のアメリカ大陸横断飛行を行ったパイロット。
- ジョン・ロジャース -  海軍将校。
- オリバー・ベルモント（英語版） -   下院議員。
- ペリー・ベルモント（英語版） -  政治家。
- オーガスト・ベルモント2世 -  ベルモントパーク競馬場建設者。